# La Vengeance de la femme au serpent
 (novembre 2018).
Pour plus de détails, voir Fiche technique et Distribution.
La Vengeance de la femme au serpent (Gator Bait II: Cajun Justice) est un film d'hicksploitation réalisé par Beverly et Ferd Sebastion, sorti en 1988.

## Synopsis
Jeune citadine, Angélique quitte la ville pour épouser un Cadien, surnommé "Big T.", et s'installer avec lui dans une maison en plein milieu des marécages de la Louisiane. Leur fête de mariage est perturbée par une bande de rednecks, menée par un certain Leroy. Son mari éduque Angélique en lui enseignant l'art de vivre dans le bayou. Il lui apprend à chasser et manier le hors-bord, à pêcher ou encore à manier des armes. Pourtant, leur idylle amoureuse est rompue lorsque Leroy et ses amis pénètrent chez eux pour tuer Big T. et kidnapper Angélique. Violée et laissée pour morte, elle est déterminée à se venger. Elle va devoir user de courage et de cruauté à la hauteur des sévices subis pour torturer et abattre ses ravisseurs un par un...

## Fiche technique
- Titre original : 'Gator Bait II: Cajun Justice
- Titre français : La Vengeance de la femme au serpent
- Réalisation et production : Beverly et Ferd Sebastian
- Scénario : Beverly Sebastian
- Musique : George H. Hamilton
- Photographie : Ferd Sebastian
- Société de production et distribution : Paramount Pictures
- Pays d'origine :  États-Unis
- Langue originale : anglais
- Format : couleur
- Genre : hicksploitation, rape and revenge
- Durée : 95 minutes
- Date de sortie : 
  - États-Unis : 15 mars 1989

## Distribution
- Jan Sebastian : Angélique
- Tray Loren : Big T.
- Paul Muzzcat : Leroy
- Brad Koepenick : Luke
- Jerry Armstrong : Joe Boy
- Ben Sebastian : Elick
- Reyn Hubbard : Geke
- Keith Gros : Abert
- Rocky Dugas : Emile